# Вальдемс
Вальдемс (нім. Waldems) — сільська громада в Німеччині, знаходиться в землі Гессен. Підпорядковується адміністративному округу Дармштадт. Входить до складу району Райнгау-Таунус.
Площа — 36,68 км2. Населення становить 5073 ос. (станом на 31 грудня 2020).